# Herbert MacKay-Fraser
Pas d'image ? Cliquez ici
Herbert MacKay-Fraser, né le 23 juin 1927 à Recife et mort le 14 juillet 1957 sur le circuit de Reims-Gueux, est un pilote automobile américain.

## Biographie
Herbert MacKay-Fraser, fils d'un propriétaire d'une plantation de café, naît au Brésil avant de rejoindre un ranch du Wyoming aux États-Unis. 
Il fait ses débuts en sport automobile en Californie au début des années 1950, avec des voitures de sports comme des Jaguar XK120 ou des Ferrari 250 MM. En juin 1955, il part en Europe, à Londres.
Engagé chez Lotus en 1956, il mène les 12 Heures de Reims avant d'abandonner sur problème moteur. Il s'impose ensuite dans sa catégorie aux 1 000 kilomètres du Nürburgring. La même année, il fait ses débuts en monoplace lors d'une course de Formule 2. 
L'année suivante, il participe à plusieurs compétitions de voitures de sports et finit neuvième des 24 Heures du Mans et vainqueur de sa catégorie. En parallèle, grâce à sa  régularité il est vice-champion de Formule 2, derrière Jack Brabham. 
Ces résultats permettent à Herbert MacKay-Fraser de participer le 7 juillet 1957 au Grand Prix de France en Formule 1, sur le circuit de Rouen-les-Essarts. Qualifié à la douzième place, il est un temps sixième, avant d'abandonner à cause d'une transmission défaillante. Engagé par BRM pour disputer le weekend suivant le Challenge international de vitesse F1 à Reims, (course hors-championnat), il se tue lors de la course de lever de rideau, la Coupe internationale de vitesse F2.

## Résultats en championnat du monde de Formule 1
| Saison | Écurie                   | Châssis | Moteur           | Pneus  | GP disputé | Résultat | Points inscrits | Classement |
| ------ | ------------------------ | ------- | ---------------- | ------ | ---------- | -------- | --------------- | ---------- |
| 1957   | Owen Racing Organisation | BRM P25 | BRM P25 2,5 l L4 | Dunlop | France     | Abandon  | 0               | non classé |

## Résultats aux 24 Heures du Mans
| Année | Équipe            | Voiture      | Équipiers       | Résultat |
| ----- | ----------------- | ------------ | --------------- | -------- |
| 1956  | Lotus Engineering | Lotus Eleven | Colin Chapman   | Abandon  |
| 1957  | Lotus Engineering | Lotus Eleven | Jay Chamberlain | 9e       |